# Lobão
Lobão, de son vrai nom João Luís Woerdenbag Filho  (né le 11 octobre 1957 à Rio de Janeiro), est un compositeur et musicien brésilien de rock. L'un des plus grands noms de la scène du rock brésilien, il est l'auteur de succès tels que Me Chama (une chanson devenue très célèbre dans les voix de divers interprètes et classée 47e sur la liste des plus grandes chansons brésiliennes de Rolling Stone), Vida Louca Vida (réenregistrée par Cazuza), Corações Psicodélicos, Canos Silenciosos et Essa Noite Não.
Bien qu'il ait émergé et connu le succès dans le milieu marginal et underground du rock brésilien dans les années 1980, Lobão a côtoyé avec divers genres, tels que la samba et la MPB, tout au long de sa carrière. En 1988, par exemple, l'album Cuidado! comprend les percussions de Estação Primeira de Mangueira.
En 2018, il sort l'album Guia Politicamente Incorreto Dos Anos 80 Pelo Rock, en parallèle du livre, avec des chansons de groupes qui ont marqué les années 1980.

## Biographie

### Enfance et adolescence
João Luiz Woerdenbag Filho est né à l'hôpital Casa de Saúde São José, fils de João Luiz Woerdenbag, mécanicien automobile travaillant pour Rede Globo, et de Ruth Araújo de Mattos, professeur d'anglais à l'Institut d'éducation de Rio de Janeiro. Du côté paternel, Lobão est d'origine néerlandaise ; il a également une sœur cadette qui vit aux Pays-Bas.
Il s'intéresse très tôt à la musique et commence à jouer de la batterie à l'âge de trois ans ; à l'âge de six ans, ses parents lui offrent une batterie jouet et à treize ans, il reçoit sa première batterie professionnelle. À quinze ans, il commence à jouer de la guitare.
Lobão a grandi dans la zone sud de Rio de Janeiro et a étudié au Colégio São Vicente de Paulo. Il était surnommé « Lobão » à l'école parce qu'il portait une combinaison de jardinier d'une pièce qui ressemblait au personnage de Disney Lobão. À l'âge de dix-neuf ans, son père le met à la porte. Il reçoit un coup de poing au visage et riposte avec sa guitare, qu'il écrase sur son père (« ...je ne me suis arrêté que lorsqu'il n'y a plus eu de guitare à frapper »).

### Débuts en groupe
Il commence sa carrière à l'âge de 17 ans, après avoir quitté le domicile familial pour devenir musicien professionnel. Il rejoint alors le groupe Vímana, qui comprend également Lulu Santos et Ritchie. Sa première prestation publique avec le groupe a lieu dans un théâtre de São Paulo, où ils accompagnent Marília Pêra. Après d'autres représentations, Lobão enregistre deux chansons avec Vímana en 1975. En 1977, ces deux compositions sont publiées sur le single Zebra / Masquerade. La même année, ils enregistrent un LP, qui n'est pas publié par le label. Trois ans plus tard, avec la fin du groupe, Lobão poursuit sa carrière de batteur, jouant avec Luiz Melodia, Walter Franco, Gang 90 e as Absurdettes et Marina Lima. Il forme le groupe Blitz avec Evil.
Il forme le groupe Blitz avec Evandro Mesquita, Fernanda Abreu et d'autres, mais en raison de divergences artistiques, il quitte le groupe avant même qu'il n'atteigne le succès commercial. C'est Lobão qui donne son nom au groupe, à la veille d'un concert, après l'indécision du groupe. « Blitz est arrivé un peu après Gang 90 (le groupe de son ami Júlio Barroso) et est devenu un groupe pour enfants alors qu'il ne l'était pas. C'était pervers. Il est aseptisé lorsqu'ils ont signé avec EMI », déclare-t-il en 2011.

### Carrière solo

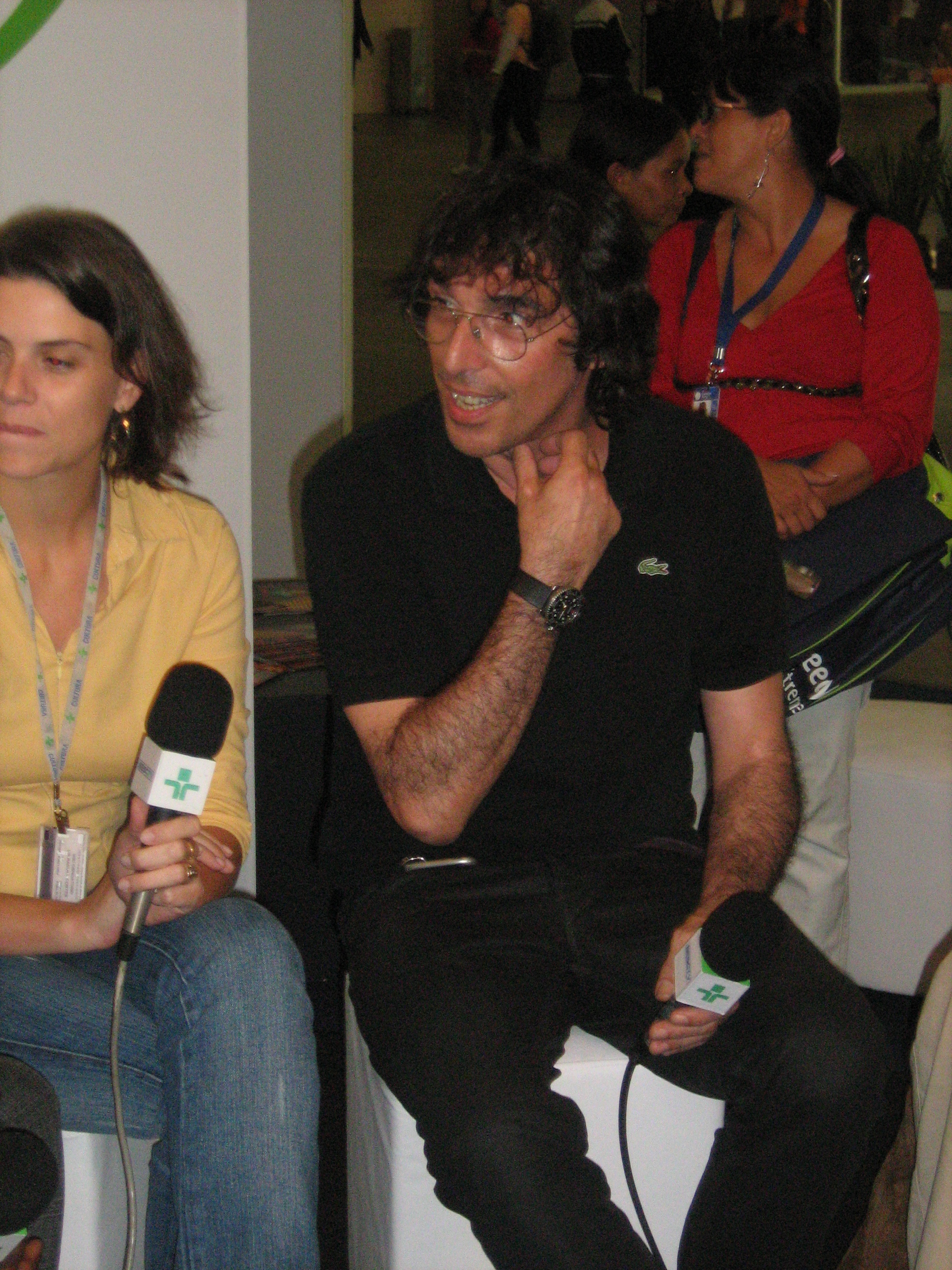
Lobão en entretien avec TV Cultura.

Lobão avait déjà décidé de quitter Blitz. Cependant, il devait d'une manière ou d'une autre préparer le terrain pour sa carrière solo. Il apprend que le groupe va être interviewé par un magazine à grand tirage. Il prétend donc qu'il continuerait à être le batteur de Blitz pour pouvoir figurer sur la couverture. L'interview était déjà prévue, il parle à tue-tête et attire l'attention. Puis, le magazine sous le bras et la cassette de Cena de Cinema dans les mains, il va frapper à la porte du label. Vingt minutes plus tard, il signe un contrat pour sa carrière solo. Il laisse Blitz écorché - et raye la pochette de l'album du groupe. En guise de représailles, le groupe dessine le visage du Grand Méchant Loup.
Vers 1998, il s'intéresse à la musique électronique, en particulier aux compositions de Trent Reznor de Nine Inch Nails, et sort l'album Noite la même année.
Ses attitudes controversées reviennent sur le devant de la scène en 1999, lorsqu'il rompt avec les maisons de disques et sort A Vida É Doce d'une manière inédite, avec une distribution via Internet, les kiosques à journaux et les grands magasins. Après le succès critique et commercial de ses albums indépendants A Vida É Doce (1999) et Uma Odisséia no Universo Paralelo (2001), il lance le magazine Outracoisa, grâce auquel il fait connaître des groupes et des musiciens indépendants tels que Cachorro Grande, BNegão, Mombojó et Arnaldo Baptista.
En 2001 également, il prend la tête d'un groupe d'artistes en faveur de la numérotation des phonogrammes (tirages), qui, après discussions et controverses, est établie par la réglementation finale du décret no 4.533, publié au Journal officiel fédéral en décembre 2002 et en vigueur depuis le 22 avril 2003,. Ce décret établit que tous les CD et DVD produits au Brésil doivent contenir un code à deux lettres désignant le numéro de lot et le nombre d'unités du tirage. En outre, le code ISRC (International Standard Recording Code) rend obligatoire, ce qui permet de tracer chaque piste individuellement. C'est la première fois qu'un CD est produit au Brésil.
L'ENEM 2009 utilise la chanson Para o Mano Caetano, tirée de l'album Uma Odisseia no Universo Paralelo, sorti en 2001, dans une question.

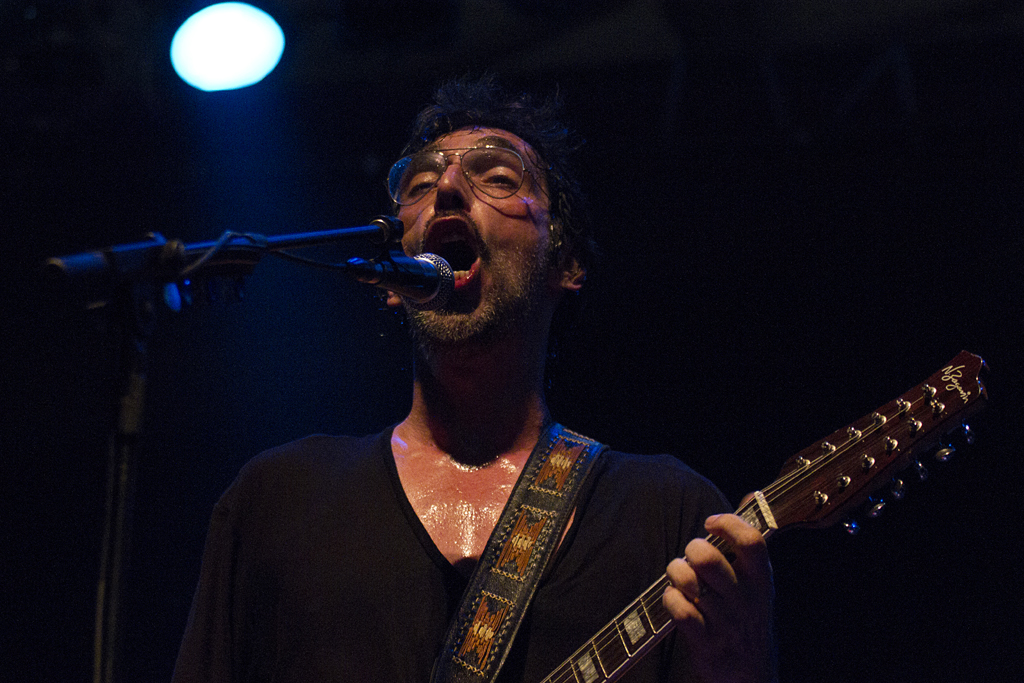
Lobão au Circo Voador de Rio de Janeiro, en 2011.

Lobão se produisant au Circo Voador à Rio de Janeiro en 2011. Fin 2010, le chanteur publie sa biographie, 50 Anos a Mil, avec le journaliste Claudio Tognolli. Le livre raconte des histoires inédites et connues sur la vie du musicien. Parallèlement à son livre, Lobão, en partenariat avec Sony Music, produit un coffret de trois CD plus le DVD Acústico MTV, contenant les chansons les plus significatives des dix premières années de sa carrière. À la mi-2011, un peu plus d'un an après sa sortie, 50 Anos a Mil atteint la barre des 100 000 exemplaires vendus. La même année, Lobão participe à la tournée Elétrico 2011, qui donne lieu au CD et au DVD Lobão Elétrico : Lino, Sexy e Brutal (Ao Vivo em SP), enregistrés en octobre 2011 au Citibank Hall, à São Paulo. L'album sort et distribué par Deckdisc à la fin de l'année 2012.
En 2013, il participe à la Virada Cultural, un événement organisé par la mairie de São Paulo, où il attire une bonne foule,.
En 2015, il enregistre son premier nouvel album depuis 10 ans, intitulé O Rigor e a Misericórdia. Sorti en janvier de l'année suivante, Lobão joue tous les instruments et produit l'album. Le projet, réalisé via le financement participatif, donne naissance au livre Em Busca do Rigor e da Misericórdia - Reflexões de um Ermitão Urbano, également publié par Editora Record en 2015. Fin 2016, le musicien annonce une tournée de quatre concerts avec le groupe Sepultura, intitulée A Chamada (The Call). En 2018, il publie l'album Antologia politicamente incorreta dos anos 80 pelo rock - inspiré du livre presque homonyme, Guia politicamente incorreto dos anos 80 pelo rock (2017). Premier album de Lobão en tant qu'interprète, il est enregistré en studio avec le groupe Os Eremitas da Montanha, composé des musiciens Armando Cardoso (batterie), Augusto Passos (basse et chant), Christian Dias (guitare) et Felipe Faraco (claviers).
En 2020, année de la pandémie de Covid-19, le musicien produit une série de chansons dans son studio, intitulée Canções de Quarentena.

### Carrière littéraire
En 2003, Lobão lance le magazine culturel Outracoisa, en partenariat avec L&C Editora. Ce magazine présente des musiciens et des penseurs brésiliens, dont José Celso Martinez Corrêa, Angeli, Laerte, Adão Iturrusgarai, Marta Medeiros et d'autres.
En 2010, il publie son autobiographie 50 Anos a Mil, qui raconte tout, de sa jeunesse à ses expériences les plus folles en tant que musicien. Le livre est coécrit par Claudio Tognolli. Lobão insiste sur le fait que sans la « documentation » de Claudio, les gens ne croiraient pas à ses histoires. En 2012, il commence à écrire un nouveau livre, intitulé Manifesto do Nada na Terra do Nunca, qui paraît en 2013.
En 2015, il publie Em Busca do Rigor e da Misericórdia - Reflexões de um Ermitão Urbano, aux éditions Record, et en 2017, il publie Guia Politicamente Incorreto dos Anos 80 pelo Rock, aux éditions LeYa.
En 2020, Lobão écrit la deuxième partie de son autobiographie, 60 Anos a Mil.

### Télévision

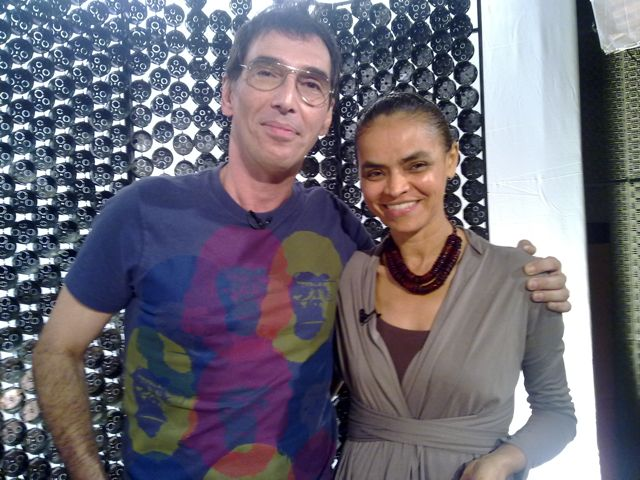
Lobão et Marina Silva lors de la première de l'émission Lobotomia.

Lobão commence à travailler à la télévision en 2005. À cette époque, il présente l'émission Saca Rolha sur PlayTV, en compagnie de Marcelo Tas et de la mannequin Mariana Weickert. Tous les trois recevaient des invités chaque jour pour débattre ensemble de questions nationales et internationales.
Entre juin 2007 et décembre 2010, il travaille comme présentateur à MTV Brésil. Il présente quatre programmes, dont MTV Debate pendant toute la durée de sa carrière de VJ, Código MTV en 2008, Lobotomia en 2010 et Lobão ao Mar pendant les étés 2009 et 2010. En 2007, il participe à l'émission Som Brasil, qui rend hommage à Raul Seixas. Il participe en tant que juge à l'émission Astros de la SBT en 2008.
En novembre 2011, il signe avec Rede Bandeirantes pour présenter l'émission A Liga, à la place de l'humoriste Rafinha Bastos. Trois mois après le début de l'enregistrement, Lobão quitte l'émission en raison de problèmes liés à la production de l'émission, ainsi qu'à la production de son nouveau CD et de son livre. Il a également été interviewé par Roda Viva, The Noite, Agora é Tarde, De Frente com Gabi, Programa do Jô, Passando a Limpo, Provocações, Jô Soares Onze e Meia, et d'autres. Dans les années 1980, il participe à des programmes tels que Globo de Ouro et Cassino do Chacrinha.
Son 60e anniversaire est honoré dans la chronique de Nelson Motta dans le Jornal da Globo le 3 novembre 2017. Le chroniqueur déclare qu'il le considérait comme l'un des plus grands compositeurs de sa génération.

### Cinéma
En 1985, il joue dans le film Areias Escaldantes, un film musical brésilien.
En 2013, Canal Bis publie le documentaire Universo Lobão, qui raconte l'histoire de sa carrière.

## Discographie

### Albums studio
- 1982 : Cena de Cinema
- 1984 : Ronaldo Foi Pra Guerra (avec Os Ronaldos)
- 1986 : O Rock Errou
- 1987 : Vida Bandida
- 1988 : Cuidado!
- 1989 : Sob o Sol de Parador
- 1991 : O Inferno é Fogo
- 1995 : Nostalgia da Modernidade
- 1998 : Noite
- 1999 : A Vida é Doce
- 2005 : Canções Dentro da Noite Escura
- 2016 : O Rigor e a Misericórdia
- 2018 : Antologia Politicamente Incorreta dos Anos 80 pelo Rock
- 2022 : Canções de Quarentena

### Albums live
- 1990 : Vivo
- 2001 : Lobão 2001: Uma Odisseia no Universo Paralelo
- 2007 : Acústico MTV
- 2012 : Lobão Elétrico: Lino, Sexy e Brutal - Ao Vivo em SP

### Compilations
- 2010 : Box Lobão 81-91 + Acústico MTV

### EP et singles
- 1985 : Decadence Avec Elegance / Mal Nenhum (avec Os Ronaldos)
- 2001 : Para o Mano Caetano
- 2010 : Das Tripas, Coração / Song for Sampa
- 2013 : Eu Não Vou Deixar
- 2016 : O Que É a Solidão em Sermos Nós?
- 2017 : O Bobo (avec Roger Moreira)
- 2019 : Com a Graça de Deus
- 2019 : Valkiria Queen